# Viola monbeigii
Viola monbeigii är en violväxtart som beskrevs av Wilhelm Becker. Viola monbeigii ingår i släktet violer, och familjen violväxter. Inga underarter finns listade i Catalogue of Life.